# Karen Gydesen
Karen Louise Gydesen (født 3. juni 1967) er en tidligere dansk atlet, som var medlem af Haderslev IF (-1986), Viby IF (1989) og Aarhus 1900 (1990-).
Karen Gydesen har vundet 15 danske mesterskaber og har som den eneste vundet alle distancer fra 100 meter til og med 1500 meter. Hun var dog bedst på 800 meter, hvor hun deltog i både EM og VM. På denne distance har hun også den danske rekord på 2,00,97 og tidligere også på 300 meter med 38,83 og 400 meter med 53,32. Hun har også del i Aarhus 1900s danske rekord på 4 x 200 meter med 1,39,35.
Karen Gydesens træner var Erik Barslev.
Karen Gydesen er uddannet læge fra Aarhus Universitet og er i dag praktiserende læge i Kolding.
Karen Gydesens far Andreas Gydesen (født 1935) var en af Danmarks bedste på 400 meter hæk og dansk mester i mangekamp samt fodboldspiller på Haderslev Fodboldklub’s førstehold i 1950'erne og begyndelsen af 1960'erne. 

## Internationale mesterskaber
- 1996 EM 800 meter inde 7.plads 2,04,70
- 1995 VM 800 meter 29.plads 2,04,41
- 1994 EM 800 meter 2,02,16

## Danske meteresterskaber
- Sølv 1999  400 meter  55,63
- Guld 1998  800 meter  2,07,41
- Guld 1996  400 meter  55,38
- Guld 1996  800 meter  2,07,34
- Guld 1996 800 meter inde  2,10,60
- Guld 1995  1500 meter  4,29,01
- Guld 1995  800 meter  2,07,5
- Guld 1995  400 meter  55,27
- Guld 1994  400 meter  55,27
- Guld 1994 800 meter inde  2,10,45
- Guld 1992  400 meter  53,62
- Guld 1992  200 meter  24,36
- Guld 1992  100 meter  12,05
- Sølv 1991  200 meter  25,47
- Guld 1991  400 meter  54,61
- Guld 1990  400 meter  54,80
- Sølv 1990  200 meter  25,09
- Bronze 1989  200 meter  25,29
- Bronze 1989  100 meter  12,60
- Guld 1989  400 meter  55,32
- Bronze 1984  200 meter  25,02

## Personlige rekorder
- 60 meter -inde: 7,84 1992
- 100 meter: 12,03 1984
- 200 meter: 24,17 1992
- 200 meter -inde: 25,15 1992
- 300 meter: 38,83 1992
- 400 meter: 53,32  Esch-sur-Alzette 22. augusti 1992
- 400 meter-inde: 57,08 1992
- 800 meter: 2,00,97  Helsinki 29. juni 1994
- 800 meter -inde: 2,04,74 Globen, Stockholm, Sverige 8. marts 1996
- 1000 meter: 2,42,5 1996
- 1500 meter: 4,22,33 1994